# Elaphria castrensis
Elaphria castrensis är en fjärilsart som beskrevs av William Schaus 1904. Elaphria castrensis ingår i släktet Elaphria och familjen nattflyn. Inga underarter finns listade i Catalogue of Life.